# FC Alay Osh
El FC Alay es un club de fútbol de Kirguistán fundado en 1960 en la ciudad de Osh. El club participa en la Liga de fútbol de Kirguistán.

## Historia
En 1965 compitió en el Campeonato de Copa de la URSS e hizo su debut en la Clase B, la zona rusa 5 Campeonato de la URSS, en el que jugó hasta 1972, con la excepción de 1970, cuando tuvo problemas en la clase B zona de Asia Central. Después apareció sólo en las competiciones regionales (UEFA Kirguistán SSR). Fue sólo en 1982 otra vez compitió en la Segunda División, Zona 7, que apareció a 1989. Entre 1990 - 1991 jugó en la Segunda Liga Inferior, Zona 9.
En 1992 hizo su debut en la primera Liga de Kirguistán. En 1996 el club se fusionó con el club Dinamo Osh, que en 1995 realizó la primera Liga de Kirguistán. El club adoptó el nombre de Dinamo-Alay Osh. Sin embargo, en 2002 el club se dividió en dos clubes - Alay Osh y Dinamo-UWD Osh. En 2003 el club compitió de nuevo en la primera Liga de Kirguistán.

### Nombres utilizados
- 1960: Fundado como the city of Osh.
- 1965: Renombrado a FC Shakhtyor Osh.
- 1967: Renombrado FC Alay Osh.
- 1994: Renombrado FC Alay-Osh-Pirim.
- 1995: Renombrado FC Alay Osh.
- 1996: Fusionado con el club Dinamo Osh y pasa a llamarse FC Dinamo-Alay Osh.
- 2002: Renombrado a FC Alay Osh.

## Estadio
El club disputa sus partidos en el Akhmatbek Suyumbayev Stadion que posse una capacidad de 12 000 personas.

## Palmarés
- Liga de fútbol de Kirguistán: 4

2013, 2015, 2016, 2017
- Copa de Kirguistán: 2

2013, 2020 (7 finales disputadas)

## Participación en competiciones de la AFC
| Temporada | Torneo  | Ronda        | Club                | Casa | Visita      | Global   |
| --------- | ------- | ------------ | ------------------- | ---- | ----------- | -------- |
| 2014      | AFC Cup | Play-off     | Shabab Al-Dhahiriya | –    | 1-1 (8-7 p) | 1-1      |
| 2014      | AFC Cup | Grupo D      | Shabab Al-Ordon     | 0–1  | 1–2         | 4º Lugar |
| 2014      | AFC Cup | Grupo D      | Al-Riffa            | 0–0  | 0–2         | 4º Lugar |
| 2014      | AFC Cup | Grupo D      | Erbil SC            | 3–0  | 0–6         | 4º Lugar |
| 2016      | AFC Cup | Play-off     | Tripoli             | –    | 0–0 (6-7 p) | 0–0      |
| 2017      | AFC Cup | Grupo D      | Dordoi Bishkek      | 5–4  | 0–1         | 4º Lugar |
| 2017      | AFC Cup | Grupo D      | Istiklol            | 1–3  | 1–4         | 4º Lugar |
| 2017      | AFC Cup | Grupo D      | Altyn Asyr          | 1–2  | 1–4         | 4º Lugar |
| 2018      | AFC Cup | Grupo D      | Istiklol            | 2-3  | 0–1         | 4º Lugar |
| 2018      | AFC Cup | Grupo D      | Altyn Asyr          | 3–6  | 0-5         | 4º Lugar |
| 2018      | AFC Cup | Grupo D      | Ahal                | 2-3  | 0–5         | 4º Lugar |
| 2019      | AFC Cup | Preliminar   | Ahal                | 1-2  | 0–1         | 1-3      |
| 2021      | AFC Cup | Grupo F      | Khujand             | 0–2  | 0–2         | 4° lugar |
| 2021      | AFC Cup | Grupo F      | Altyn Asyr          | 4–5  | 4–5         | 4° lugar |
| 2021      | AFC Cup | Grupo F      | Nasaf               | 0–4  | 0–4         | 4° lugar |
| 2023/24   | AFC Cup | Preliminar 2 | Merw Mary           | 1-2  | 1-2         | 1-2      |